# Tengger (Japah)
Tengger is een bestuurslaag in het regentschap Blora van de provincie Midden-Java, Indonesië. Tengger telt 1317 inwoners (volkstelling 2010).